# Ken Riley
Kenneth Jerome Riley (Bartow, 4 agosto 1947 – Tallahassee, 7 giugno 2020) è stato un giocatore di football americano statunitense che ha militato nel ruolo di cornerback per tutta la carriera con i Cincinnati Bengals della National Football League. I suoi 65 intercetti in carriera sono il quinto risultato di tutti i tempi della storia della NFL. Nel 2023 è stato introdotto nella Pro Football Hall of Fame.

## Carriera
Riley al college giocò a football come quarterback a Florida A&M. Fu scelto nel corso del sesto giro (135º assoluto) del Draft NFL 1969 dai Cincinnati Bengals. Nel suo primo training camp, l'allenatore Paul Brown decise di spostarlo nel ruolo di cornerback, una mossa che ebbe un immediato impatto positivo, con la sua prima stagione che terminò con 4 intercetti ritornati per 65 yard.
Nel resto della carriera, Riley si impose come uno dei migliori defensive back del football professionistico, mettendo a segno 3 o più intercetti in 12 delle sue 15 stagioni in carriera, con un primato personale di 9 nel 1976. Quello rimase un record di franchigia per trent'anni, finché fu superato da Deltha O'Neal nel 2005. Un altro primato dei Bengals lo stabilì nell'ultima gara di quella stagione quando intercettò tre passaggi nella vittoria per 42-3 sui New York Jets. Riley intercettò una volta Richard Todd e due volte il quarterback futuro membro della Pro Football Hall of Fame Joe Namath, nella sua ultima gara in carriera coi Jets. Da allora, diversi giocatori dei Bengals hanno pareggiato quel record (incluso lo stesso Riley, che si ripeté intercettando tre passaggi del quarterback degli Oakland Raiders Jim Plunkett nel 1982) ma nessuno l'ha superato. Malgrado il suo successo quell'anno, Riley non fu selezionato per il Pro Bowl. Nel frattempo, il suo compagno di squadra Lemar Parrish, che aveva fatto registrare solo due intercetti ed aveva perso metà della stagione a causa degli infortuni, vi fu convocato.
Riley continuò ad essere un giocatore di impatto per Cincinnati per tutto il resto della carriera. Nel 1981 fece registrare cinque intercetti e recuperò un fumble, contribuendo a raggiungere il primo Super Bowl della storia della squadra, il Super Bowl XVI perso contro i San Francisco 49ers. Nella sua ultima stagione da professionista (1983), il trentaseienne Riley mise a segno 8 intercetti e 2 touchdown.
In quindici stagioni, Riley totalizzò 65 intercetti, 596 yard su ritorno e 5 touchdown su ritorno, tutti record dei Bengals. Quei 65 intercetti sono il quinto risultato di tutti i tempi della storia del football: solo Dick Lane, Rod Woodson, Emlen Tunnell e Paul Krause, tutti membri della Hall of Fame, hanno fatto meglio. Malgrado queste cifre, Riley non fu mai un giocatore eccezionalmente popolare o particolarmente noto, non venendo mai convocato per il Pro Bowl.

## Palmarès

### Franchigia
- American Football Conference Championship: 1

Cincinnati Bengals: 1981

### Individuale
- All-Pro: 4

1975, 1976, 1981, 1983
- Pro Football Hall of Fame (classe del 2023)